# U.S. Express
US Express foi uma dupla de luta profissional composta por Mike Rotunda e Barry Windham na World Wrestling Federation. Windham foi posteriormente substituído por Dan Spivey e a equipe foi renomeada para American Express.

## História

### Championship Wrestling from Florida (1983–1984)
Em setembro de 1983, Windham e Rotunda formaram o US Express na Championship Wrestling from Florida. Eles rivalizaram com o Zambuie Express (Elijah Akeem e Kareem Muhammad), os Long Riders (Ron Bass e Black Bart) e Hector Guerrero e Chavo Guerrero Sr.. Em 14 de março de 1984, eles derrotaram os Long Riders pelo Campeonato de Duplas dos Estados Unidos da NWA (Versão Flórida). Eles perderam os títulos para os Long Riders em 27 de março. Depois, ganharam os títulos mais três vezes, até perderem para Hector e Chavo Guerrero em 14 de julho.

### World Wrestling Federation (1984–1985)
Rotunda e Windham (cunhados na vida real, já que Rotunda era casado com a irmã de Windham, Stephanie) se uniram intermitentemente nos territórios da Flórida antes de ambos serem assinados pelo WWF em 1984. Assim que ingressaram no WWF, eles receberam um truque patriótico. junto com o clássico de Bruce Springsteen "Born in the U.S.A." como música de entrada. "Captain" Lou Albano também se tornou seu empresário. Durante esse período, Mike Rotunda seria frequentemente referido como "Mike Rotundo" pelos comentaristas do WWF.
O US Express fez sua estreia no wrestling na WWF em 30 de outubro de 1984, quando derrotou a equipe “Enhancement Talent” de Mohammad Saad e Bobby Bass.